# Powiat kościerski

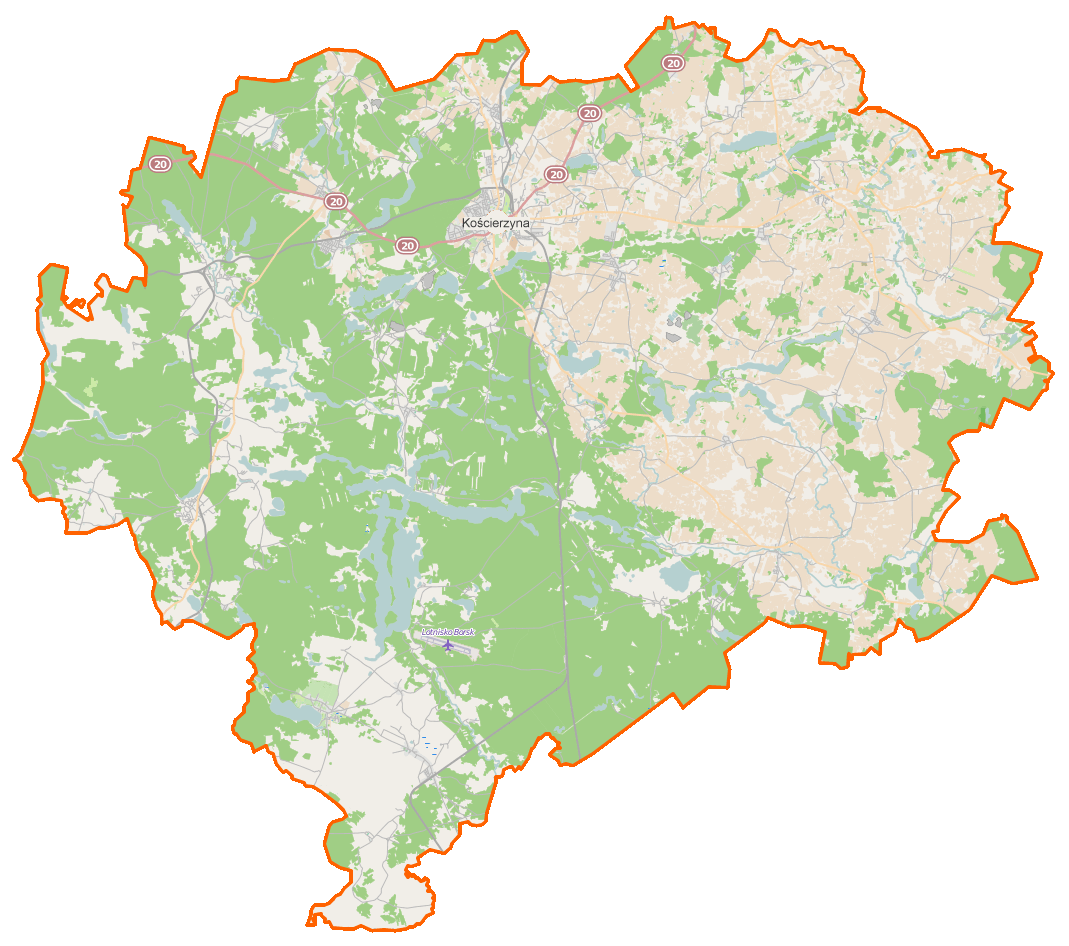
Mapa powiatu

Powiat kościerski (kasz. Kòscersczi kréz) – powiat w Polsce (województwo pomorskie), utworzony w 1999 roku w ramach reformy administracyjnej. Jego siedzibą jest miasto Kościerzyna.
Według danych z 31 grudnia 2019 roku powiat zamieszkiwało 72 688 osób. Natomiast według danych z 30 czerwca 2020 roku powiat zamieszkiwało 72 808 osób.

## Miasta i gminy w powiecie
W skład powiatu wchodzą:
- gminy miejskie: Kościerzyna
- gminy wiejskie: Dziemiany, Karsin, Kościerzyna, Liniewo, Lipusz, Nowa Karczma, Stara Kiszewa
- miasta: Kościerzyna
- największe miejscowości:

- Kościerzyna
- Lipusz
- Łubiana
- Wielki Klincz
- Karsin
- Dziemiany

## Rada Powiatu
| Ugrupowanie                     | 2002-2006  | 2006-2010 | 2010-2014 | 2014-2018 | 2018-2023 |
| ------------------------------- | ---------- | --------- | --------- | --------- | --------- |
| Sojusz Lewicy Demokratycznej    | 2 (SLD-UP) | –         | –         | –         | –         |
| Samorządność dla Przyszłości    | 6          | –         | –         | –         | –         |
| Wspólnota Ziemi Kościerskiej    | 8          | 7         | 6         | 1         | –         |
| Przymierze Samorządowe Prawicy  | 2          | –         | –         | –         | –         |
| Porozumienie Ponad Podziałami   | 1          | –         | –         | –         | –         |
| Prawo i Sprawiedliwość          | –          | 1         | –         | 5         | 4         |
| Platforma Obywatelska           | –          | 5         | 6         | 7         | –         |
| Samorządność Ziemi Kościerskiej | –          | 6         | –         | 2         | –         |
| Wspólnie dla Powiatu            | –          | –         | 3         | 2         | –         |
| Samorządność i Sprawiedliwość   | –          | –         | 4         | –         | –         |
| Kościerskie Forum Samorządowe   | –          | –         | –         | 2         | –         |
| Wspólny Powiat Kościerzyna      | –          | –         | –         | –         | 9         |
| Razem dla Powiatu Kościerskiego | –          | –         | –         | –         | 6         |

## Historia
Przed I rozbiorem I Rzeczypospolitej w 1772 istniało starostwo niegrodowe kościerskie.
W okresie zaboru pruskiego w latach 1818–1919 funkcjonował pruski powiat „Landkreis Berent”. W latach 1920–1939 (II Rzeczpospolita) i 1945-1975 (PRL) istniał powiat ziemski kościerski. W okresie wrzesień 1939 – luty/marzec 1945 obszar powiatu znajdował się pod okupacją niemiecką.
W 1920 r. przyznany Polsce powiat zajmował obszar 117 698 ha i był mniejszy od swojego pruskiego odpowiednika o 6301 ha, które odeszły do Wolnego Miasta Gdańska (wsie Częstocin, Trzepowo, Gromadzin, Czarna Huta, Borowina, Olszanka, Sucha Huta, Pawłowo).

## Demografia

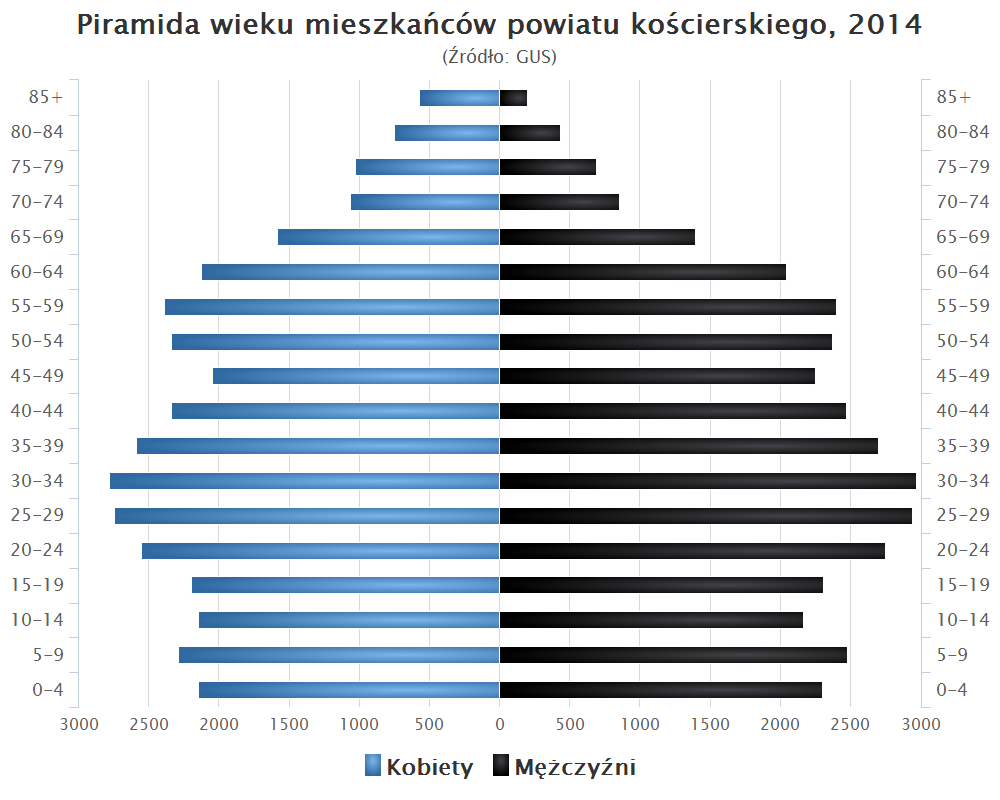
Piramida wieku mieszkańców powiatu kościerskiego w 2014 roku

Liczba ludności (dane z 30 czerwca 2013):
|        | Ogółem | Ogółem | Kobiety | Kobiety | Mężczyźni | Mężczyźni |
| osób   | %      | osób   | %       | osób    | %         |           |
| ------ | ------ | ------ | ------- | ------- | --------- | --------- |
| Ogółem | 71 131 | 100    | 35 537  | 49,96   | 35 594    | 50,04     |
| Miasto | 23 720 | 33,35  | 12 172  | 17,11   | 11 548    | 16,23     |
| Wieś   | 47 411 | 66,65  | 23 365  | 32,85   | 24 046    | 33,81     |

▶Wieś vs ▶miasto
Ogółem (▶k, ▶m)
Miasto (▶k, ▶m)
Wieś (▶k, ▶m)

### Ludność w latach
|      | \| Lata \| Ludność[13] (stan na 31 grudnia) \| \| ---- \| -------------------------------- \| \| 1999 \| 64 506 \| \| 2000 \| 64 764 \| \| 2001 \| 65 238 \| \| 2002 \| 65 701 \| \| 2003 \| 65 989 \| \| 2004 \| 66 393 \| \| 2005 \| 66 639 \| \| 2006 \| 67 036 \| \| 2007 \| 67 513 \| \| 2008 \| 67 774 \| \| 2009 \| 68 311 \| \| 2010 \| 68 738 \| \| 2011 \| 70 742 \| \| 2012 \| 71 041 \| \| 2018 \| 72 528 \| |
| Lata | Ludność (stan na 31 grudnia) |
| 1999 | 64 506 |
| 2000 | 64 764 |
| 2001 | 65 238 |
| 2002 | 65 701 |
| 2003 | 65 989 |
| 2004 | 66 393 |
| 2005 | 66 639 |
| 2006 | 67 036 |
| 2007 | 67 513 |
| 2008 | 67 774 |
| 2009 | 68 311 |
| 2010 | 68 738 |
| 2011 | 70 742 |
| 2012 | 71 041 |
| 2018 | 72 528 |

## Transport
Przez powiat przebiega krajowa droga krajowa nr 20 ze Stargardu do Gdyni oraz drogi wojewódzkie:
- droga wojewódzka nr 214 (Łeba-Warlubie)
- droga wojewódzka nr 221 (Gdańsk-Kościerzyna)
- droga wojewódzka nr 224 (Wejherowo-Tczew)
- droga wojewódzka nr 226 (Przejazdowo-Horniki Dolne)
- droga wojewódzka nr 235 (Korne-Chojnice)

### Kolej

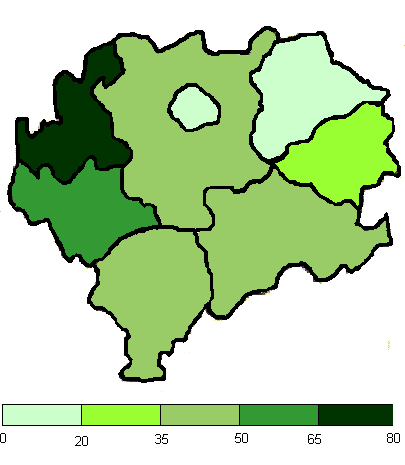
Lesistość w powiecie kościerskim z podziałem na gminy

## Lesistość
Na terenie powiatu, szczególnie w jego zachodniej części, znajduje się sporo lasów. Lesistość wynosi od 0,4% w Kościerzynie do 76% w gminie Lipusz.

## Sąsiednie powiaty
- pomorskie: powiat bytowski, powiat chojnicki, powiat gdański, powiat kartuski, powiat starogardzki

## Maskotka powiatu
Od czerwca 2009 powiat kościerski ma swoją maskotkę. Została ona wykonana według projektu Natalii Żywickiej z Gimnazjum w Wielkim Podlesiu. Maskotkę Powiatu Kościerskiego nazwano „Pokoś”.